# Monikkie Shame
Monikkie Shame es una artista drag estadounidense, conocida por competir en la segunda temporada de The Boulet Brothers' Dragula. Es la primera artista drag enmascarada en competir en cualquier concurso televisado.

## Primeros años
Nathan, nombre real de Monikkie, nació el 22 de mayo de 1989 en Richland, Washington. Mientras crecía, asistió al Instituto de Richland, finalizando su etapa educativa en 2008 a la edad de 19 años.
En su adolescencia trabajó en una tienda de disfraces, trabajando mucho en un cierto periodo con materiales como el látex. A raíz de trabajar con estos materiales creó su primer traje para un concurso de disfraces de Halloween, del que resultó la ganadora. A raíz de esta experiencia comenzó a surgir su personaje drag.

## Carrera
Antes de dedicarse al drag Monikkie trabaja como escort y actor pornográfico.
Su nombre artístico original era Monikkie Payalarenta, pero debido a una política de la red social Facebook relativa a los nombres de usuario, esta lo cambió a Monikkie Shame. Monikkie se describe a sí misma como una artista tranimal. Cita como su mayor referencia artística el arte de la escena Club Kid.
En Seattle, ella y Ursula Major eran las únicas "scary queens" de la escena local, lo que produjo dificultades para ser reconocidas por el resto de artistas drag locales. Con el paso del tiempo ganó un mayor reconocimiento, y fue nominada al título de "Drag Queen del Año" junto con Robbie Turner y BenDeLaCreme. Se posicionó también como finalista en el show de variedades "Bacon Strip", tras ingerir un total de cien gusanos aplastados y mezclados con refresco, como parte del desafío para alcanzar la victoria.
Monikkie compitió en la segunda temporada del programa de telerrealidad estadounidense The Boulet Brothers' Dragula, que se emitió el 31 de octubre de 2017, siendo eliminada en el tercer episodio de la competición. Tras su paso por el programa afirmó haber aprendido mucho del resto de concursantes, tanto a la hora de comportarse como acerca de temas como pintura, costura y padding, volviendo su drag más profesional.

## Vida personal
Monikke es amiga personal de la artista drag surcoreana HoSo Terra Toma, quien también compitió en The Boulet Brothers' Dragula.

## Polémicas
En 2017, Monikkie fue acusada de comportamientos y discriminación racista por la drag queen surcoreana Soju. Esta afirmó que en agosto de 2016 Monikkie la llamó "chink" (término racista usado en el inglés para referirse a la población asiática), así como "asian faggot" (maricón asiático).
De forma previa a las acusaciones de Soju, la artista Lucy Stoole también realizó una publicación en Facebook acusando a Monikkie de comportamientos racistas, sin embargo su publicación fue eliminada posteriormente de la red social, bajo el pretexto de incitar al bullying y violar las normas de la comunidad.
Ambas artistas hicieron estas declaraciones contra Monikkie cuando se anunció que esta formaría parte del cast de la segunda temporada de The Boulet Brothers' Dragula.
Tras esta situación, Monikkie subió a redes sociales un vídeo en el que reconocía y se disculpaba por sus actitudes racistas en el pasado, alegando que estas correspondían a un punto muy oscuro de su vida, e indicando que ahora estaba completamente en contra del racismo.
Soju afirmó en declaraciones posteriores que Monikkie se disculpó con ella, y ella creía en el perdón y no le deseaba ningún mal, así como que deseaba dejar a un lado la polémica para poder centrarse en su carrera.

## Filmografía

### Televisión
| Año  | Título                       | Papel       | Notas       |
| ---- | ---------------------------- | ----------- | ----------- |
| 2016 | The Boulet Brothers' Dragula | Concursante | 3 episodios |